# Laurino
Laurino is een gemeente in de Italiaanse provincie Salerno (regio Campanië) en telt 1888 inwoners (31-12-2004). De oppervlakte bedraagt 69,9 km², de bevolkingsdichtheid is 28 inwoners per km².
De volgende frazioni maken deel uit van de gemeente: Pruno, Villa Littorio.

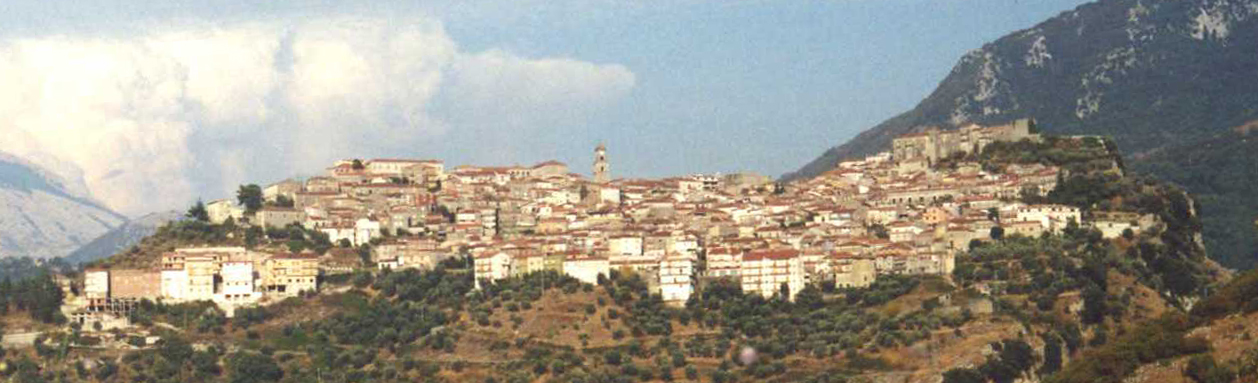
Zicht op Laurino

## Demografie
Laurino telt ongeveer 724 huishoudens. Het aantal inwoners daalde in de periode 1991-2001 met 13,4% volgens cijfers uit de tienjaarlijkse volkstellingen van ISTAT.
| Jaar | Inwoneraantal |
| ---- | ------------- |
| 1991 | 2252          |
| 2001 | 1950          |

## Geografie
De gemeente ligt op ongeveer 531 m boven zeeniveau.
Laurino grenst aan de volgende gemeenten: Bellosguardo, Campora, Felitto, Magliano Vetere, Novi Velia, Piaggine, Rofrano, Roscigno, Sacco, Stio, Valle dell'Angelo.